# Betroka (distrikt)
Betroka District är ett distrikt i Madagaskar.   Det ligger i regionen Anosyregionen, i den södra delen av landet, 500 km söder om huvudstaden Antananarivo.